# Слинкин, Сергей Викторович
Сли́нкин Серге́й Ви́кторович (14 марта 1957 г., Горнослинкино, Тюменская область) — ректор Тобольской государственной социально-педагогической академии им. Д. И. Менделеева, заместитель председателя Тобольской городской думы, Заслуженный учитель Российской Федерации.

## Происхождение и образование
Слинкин Сергей Викторович родился 14 марта 1957 года в селе Горнослинкино Уватского района Тюменской области. Его отец, Слинкин Виктор Степанович, работал механиком-судоводителем на речном флоте; мать, Слинкина Маина Владимировна, трудилась на маслозаводе. После окончания Красноярской средней школы в 1974 году он поступил в Заводоуковский индустриально-педагогический техникум.
С 1975 по 1977 год служил в армии, в Группе советских войск Германии, в Дрездене в должности командира отделения, в звании сержанта.
В 1977 году поступил на физико-математический факультет Тобольского государственного педагогического института им. Д. И. Менделеева. После второго курса решением Учёного Совета института направлен в Московский областной педагогический институт им. Н. К. Крупской для завершения учёбы по программе подготовки научно-педагогических кадров для Тюменской области.

## Научно-педагогическая и общественная деятельность
С 1981 по 1985 год стажёр-преподаватель, аспирант кафедры общей физики МОПИ им. Н. К. Крупской. В этот период:
- Участвует в совместном проекте Московского государственного университета и Института химической физики Академии наук СССР по исследованию энергообмена молекул при термическом распаде[9];
- Проводит экспериментальные исследования релаксационных процессов в ударных волнах в лаборатории высокотемпературной кинетики и газодинамики Института химической физики АН СССР, которую возглавлял известный физик Игорь Степанович Заслонко[10][нет в источнике].
- В 1986 году защищает кандидатскую диссертацию по теме «Колебательная релаксация и реакции высоковозбуждённых молекул в ударных волнах».

С 1986 по 1992 год работает ассистентом, старшим преподавателем, доцентом, кафедры общей физики, заведующим кафедрой общетехнических дисциплин Тобольского государственного педагогического института им. Д. И. Менделеева. В этот период занимается созданием и оснащением учебной лаборатории автоматики и электронно-вычислительной техники, инициирует создание кафедры общетехнических дисциплин, возглавляет профсоюзную организацию института.
С 1992 по 1994 год — заведующий кафедрой общетехнических дисциплин в Тобольском филиале Омского государственного технического университета (ныне — Тобольский индустриальный институт, филиал Тюменского индустриального университета). В этот период: участвует в разработке программ инженерного образования для Тобольского нефтехимического комбината, занимается организацией и материально-техническим оснащением кафедры общетехнических дисциплин.
Будучи с 1994 по 1996 год заместителем директора по научной работе Тобольского профессионального лицея, участвовал в разработке программ начального и среднего профессионального образования для подготовки кадров по заказу Тобольского нефтехимического комбината, разрабатывал программу развития лицея как многоуровневого учебно-научного производственного комплекса (УНПК), организовал факультет комплексного обучения (ФКО).
C 1996 по 2001 год работал проректором по научной работе ТГПИ им. Д. И. Менделеева.
Участвовал в создании лаборатории педагогической инноватики вуза, основные направления работы которой связаны с развитием инновационных процессов в системе общего и профессионального образования Тюменской области, историей народного образования Урала и Сибири, развитием педагогического, экологического и естественно-научного образования, во взаимодействии с Уральским отделением Российской академии образования.
При его участии в регионе стали проводиться регулярные научные мероприятия: Дни науки, Менделеевские чтения, Дни славянской письменности и культуры.
В 2001 году С. В. Слинкин становится ректором института, а в 2009-м — ректором Тобольской государственной социально-педагогической академии им. Д. И. Менделеева.
В 2005—2010 годах вуз участвует в ряде целевых образовательных программ: областная программа «Основные направления развития научно-инновационной сферы Тюменской области на 2006—2008 годы», федеральная программа развития образования на 2005—2010 годы (ФЦПРО).
В институте осуществляется строительство спортивно-оздоровительного комплекса и учебного корпуса химико-технологического факультета. Начинается деятельность в рамках Болонского процесса по международному образованию в сотрудничестве с центром развития образования и международной деятельности «Интеробразование».
В 2008 году вуз награждается медалью «За динамизм и прогресс».
В 2009 году Тобольский государственный педагогический институт им. Д. И. Менделеева достигает аккредитационных показателей академии и приказом Федерального агентства по образованию от 9 сентября 2009 года № 1355 переименован в Федеральное государственное образовательное учреждение высшего профессионального образования «Тобольская государственная социально-педагогическая академия им.Д.И.Менделеева».
В 2010, 2011 и 2012 годах академия становится лауреатом конкурса «100 лучших вузов и НИИ России».
В 2005 году С. В. Слинкин избирается депутатом, заместителем председателя Тобольской городской думы. С начала двухтысячных годов принимает участие в общественной и политической жизни города и региона, создаёт и возглавляет Ассоциацию поддержки педагогического образования Тюменской области, организует городское отделение Русского географического общества, проводит общественные уроки в школах, организует научные, научно-практические семинары, конференции регионального, всероссийского и международного уровней, выступает с докладами на конференциях.
С октября 2014 года заместитель директора Института развития образования Ханты-Мансийского автономного округа-Югры.

## Научные труды
Слинкин является автором более 100 научных работ, статей, монографий и учебников.
Наиболее известные публикации:
- «Реакции и релаксация высоковозбуждённых молекул в ударных волнах»[28][29]
- «Концепции и гипотезы естествознания»[30]
- «Основы естествознания»[31]
- «Профессиональная направленность обучения в лицеях и колледжах»
- «Профессиональная направленность обучения математике и информатике»[32]
- «Вуз малого города как саморазвивающаяся система»[33][34]
- «Педагогический вуз как культурно-образовательный центр»
- «Построение и реализация модели развития вуза как культурно-образовательного центра»[35]
- «Концепция развития образовательной деятельности вуза в условиях малого города»[36]
- «Социальная эффективность педагогического вуза в регионе»
- «Дидактика современного высшего профессионального образования»[37]
- «Генезис народного образования Тюменского края»[38]
- «Истоки возникновения и предпосылки развития системы общего и профессионального образования Тюменской области»[39]
- «Образование в целях устойчивого развития»
- «Имени Д. И. Менделеева»
- «Gollege development towards a cultural-educational center»[40]

## Оценка деятельности

### Награды
- Заслуженный учитель Российской Федерации (2007 год)
- Почётный работник высшего профессионального образования Российской Федерации (2004 год)
- Почётный работник науки и образования Тюменской области (2005 год)
- Нагрудный знак Министерства по чрезвычайным ситуациям России «За заслуги» (2004 год)
- Почётный нагрудный знак Тюменской областной думы (2009)
- Памятный знак Ямало-Ненецкого автономного округа «В честь 75 летия Ямало-Ненецкого автономного округа» (2005 год)
- Юбилейная медаль «100 лет профсоюзам России» (2004 год)
- Памятный знак «90 лет Тюменскому комсомолу» (2009 год)
- Почётные грамоты и благодарности:губернатора Тюменской области[41], Тюменской областной думы[42], главы города Тобольска[43], Тобольской городской думы, Российской академии наук, Российской академии образования, других организаций и ведомств.

### Мнения
Сергей Викторович Слинкин на моих глазах проделал большой и трудный жизненный путь от студента до профессора, ректора старейшего вуза города и области — ТГПИ им. Д. И. Менделеева. Его отличают творческий склад мышления, высокий профессионализм, завидная работоспособность, дальновидность, целеустремлённость, обязательность, уважительное отношение к людям.— Ю. П. Прибыльский, доктор исторических наук, профессор, Почётный гражданин города Тобольска

«Подросли мои выпускники. Один из них, Сергей Степанович Яковенко, стал прекрасным ректором. Он, к сожалению, недолго проработал, трагически погиб. Или Сергей Викторович Слинкин, работавший ректором до реорганизации, — тоже мой студент. Ректорат я создал хороший. Уехал, оставив место для ребят, они были готовы»— Ю. М. Конев, депутат Государственной Думы РФ 3-го и 4-го созывов, депутат Тюменской областной Думы

Павел пишет:
7 ноября 2019 в 23:01
Насколько мне известно, не так давно в Instagram Натальи Владимировны обратился коллектив Югорского физико-математического лицея с просьбой разобраться в конфликте с новым директором Слинкиным Сергеем Викторовичем, произвол и самодурство которого уже никто не хочет терпеть. Человек со слов работников вообще не понимает ничего и что самое прискорбное, не пытается разобраться, а только мнит себя самым умным. При этом он пришёл в лицей со своей программой развития, которая оказалась плагиатом программы развития одной из московских школ. ЮграPRO напишите об этом, ведь если вовремя не остановить развал физико-математического образования в округе, то потом будет поздно. Ситуация с физико-математическим образованием в школах округа и так не лучшая. Старая гвардия уходит, молодых преподавателей практически нет, дети вынуждены ходить к репетиторам, чтобы обеспечить себе поступление в престижные вузы
Ответить
Алексей пишет:
11 ноября 2019 в 12:34
Уважаемый Евгений Михайлович, прошу вас по возможности завтра 12 ноября задать на пресс-конференции задать вопрос губернатору Наталье Владимировне Комаровой по ситуации в лицее и попросить её взять это дело на личный контроль. Приведённый выше комментарий чистая правда. Более того, после письма директор решил довести ситуацию до крайности, в настоящий момент замдиректора по учебной части написала заявление на увольнение. Департамент в курсе ситуации, но скорее всего попытается как обычно купировать проблему. А таких как Слинкин надо гнать из образования, это вредитель. По непонятной причине Алексей Анатольевич Дренин до сих пор не появился в лицее и не поговорил с коллективом, хотя о ситуации ему докладывали. Прошу вас посодействовать. Думаю вы также можете обратиться к самим сотрудникам лицея, они вам многое расскажут о деятельности директора.— Информационное агентство ЮграPRO

## Личная жизнь и семья
У Сергея Викторовича от брака со Слинкиной Валентиной Францевной, три дочери: Наталья (1980 г.р.), Екатерина (1987 г.р.) и Анна (1991 г.р.). Дочери имеют педагогическое образование и трудятся в системе образования Тюменской области.